# Gymnosoma occidentale
Gymnosoma occidentale là một loài ruồi trong họ Tachinidae.